# 指挥棒

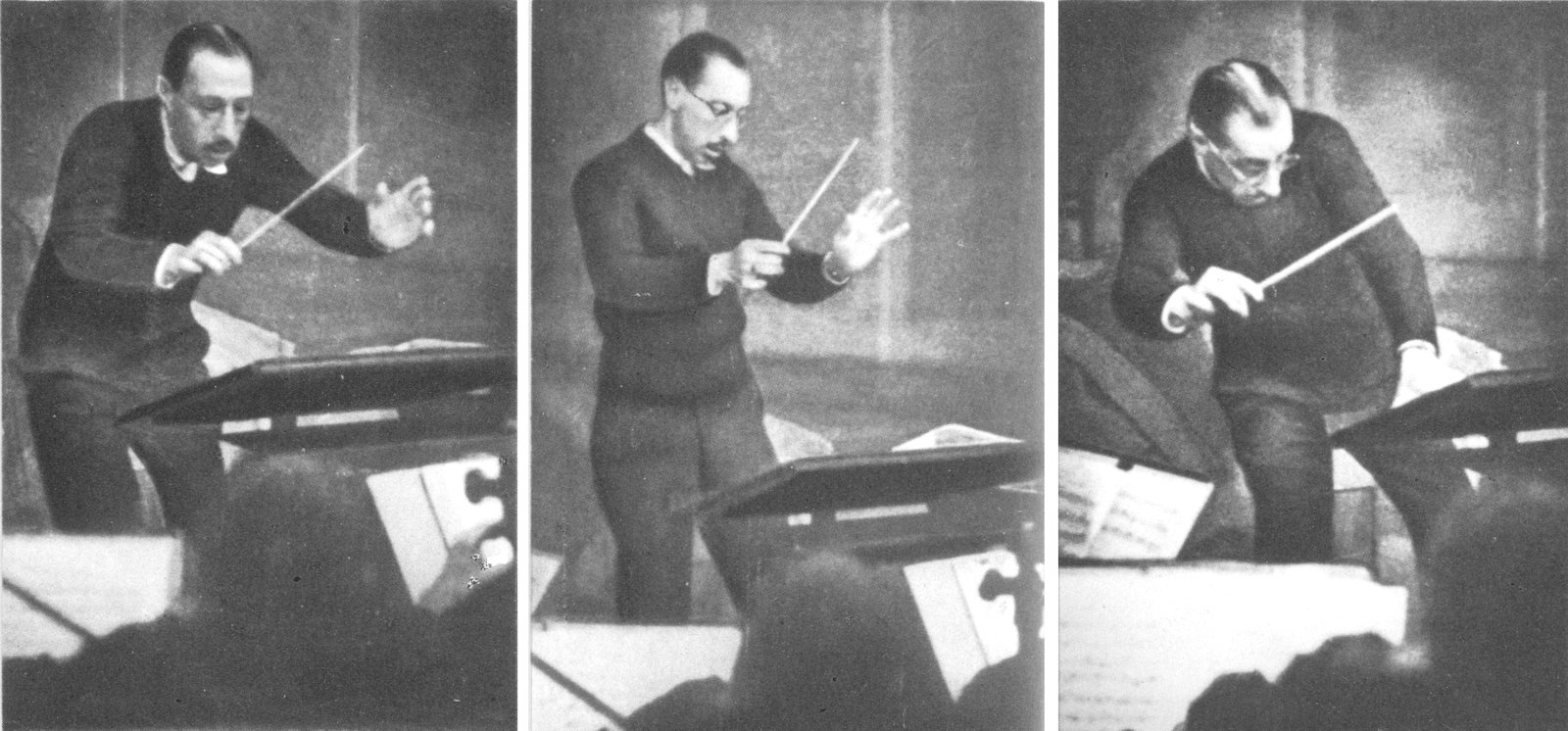
俄國音樂家史特拉汶斯基手持指揮棒進行指揮

指挥棒是指挥家用于指定演出节奏的短小棍棒。一般来说，指挥棒由轻便的木头、玻璃钢或者碳纤维制成。棍棒的较粗的一端，常常覆有一层软胶，便于手持。
指挥棒的长度并无统一，常见于10英寸（25）至24英寸（61）间。一般职业指挥家会根据个人需要，特别訂制自己的指挥棒。
在指挥棒出现以前，担当指挥角色的音乐家（通常是第一小提琴手）会使用小提琴的琴弓来代替指挥棒。
由于指挥棒在后期大型乐团的演奏中起了决定性的作用，指挥棒往往被赋予更多的意义。如美國指挥家詹姆士·列文（James Levine）曾说：“指挥棒也是一种乐器。”

## 歷史
指揮棒始見於1594年，當時的指揮棒比較像一支打磨光滑的木製手杖，是修女謳歌時使用的。而今天較常用的小棒，大概在1820年出現，由德國作曲家、小提琴家及指揮家路易斯·施波尔（Louis Spohr）引進使用。在此之前，指揮家並不允許使用指揮棒演出。

## 使用
通常指揮棒會由右手握持，唯有些左撇子的指揮家會把其握在左手（年輕的左撇子指揮有時會被其老師「誘使」其使用右手）。最常見的握持方法，就是以拇指、食指及中指握著棒身，尾部的位置則置於掌心。有些指揮家如布萊茲（Pierre Boulez）、史托高斯基（Leopold Anthony Stokowski）等，則選擇不用指揮棒。
小型組合及合唱指揮中，則絕少使用指揮棒。無論使用與否，重點是指揮要透過其表情及身體動作以向樂手傳遞其意念。美國音樂家伯恩斯坦（Leonard Bernstein）曾說道：「若一個指揮家使用指揮棒，則該棒必須成為活物，如有一股電流在其中，致使它的一小移動都成為有意義的移動。同樣地，若指揮家不用指揮棒，他就要靠雙手做到同樣的東西。無論有指揮棒與否，其表情必是首要，音樂上一定要顯得有意義。」